# Hydrobiosis styx
Hydrobiosis styx is een schietmot uit de familie Hydrobiosidae. De soort komt voor in het Australaziatisch gebied.